# 弗拉基米尔·列宁的化名

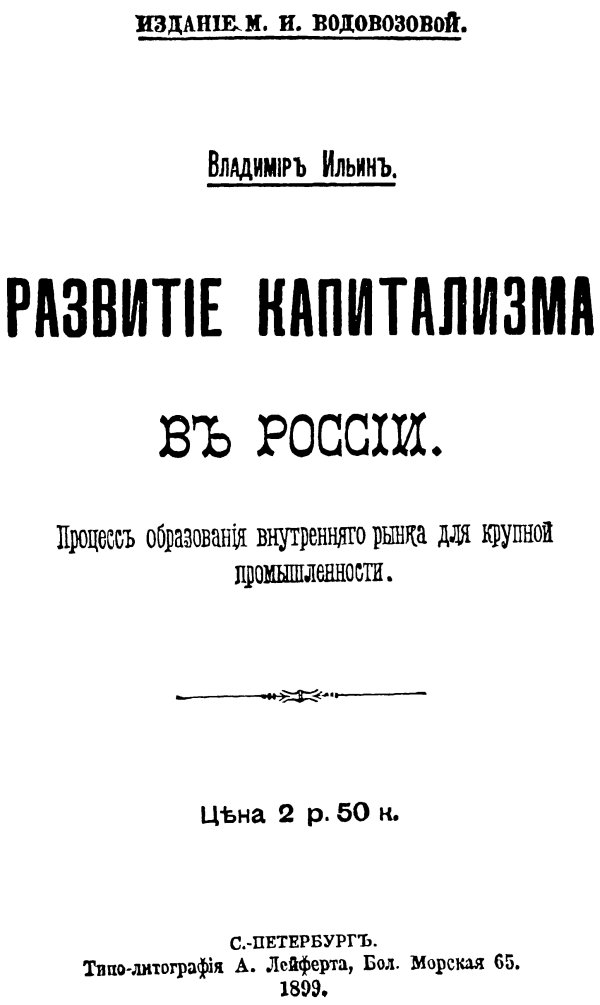
列宁的著作《俄国资本主义的发展》，发表时署名为“弗拉基米尔·伊林”。

俄罗斯革命家、苏联缔造者弗拉基米尔·列宁（本姓乌里扬诺夫）出于保密的原因，使用过150多个化名。其中“列宁”是最著名的一个，不仅在掌权前广为使用，在掌权后他也常在官方党政文件上签署为“В. И. Ульянов (Ленин)”（V.I.乌里扬诺夫〔列宁〕）。
19世纪90年代末，弗拉基米尔·乌里扬诺夫以“К.图林”（K. Tulin）的笔名在马克思主义圈子中获得声誉，他的早期著作——包括第一本书《俄国资本主义的发展》——是在1897—1900年被流放至西伯利亚舒申斯科耶村时写就的，署名为“弗拉基米尔·伊林”。
1901年12月，乌里扬诺夫在杂志《曙光》上发表文章《土地问题和“马克思的批评家”》，其中前四章首次使用笔名“Н. Ленин”（N.列宁）。在国外，“N”常被解读为“尼古拉”（Nikolai），但实际上列宁生前出版的任何著作中都未明确解释过这个首字母的含义。“列宁”这一化名的确切由来不明，因此也产生多种版本的解释。
例如，“地名说”认为这个名字来源于西伯利亚的勒拿河（乌里扬诺夫家族的说法）。另一种是“历史说”，认为该名字源自德国波茨坦附近的修道院——列宁修道院（Kloster Lehnin），在13世纪或17世纪有过所谓的“列宁预言”（Vaticinium Lehninense），预言霍亨索伦王朝的崛起，而乌里扬诺夫可能通过阅读《布罗克豪斯与叶弗隆百科全书词典》的相关文章知晓此事。
历史学家弗拉德连·洛金诺夫认为最可信的解释是与一个真实存在的尼古拉·列宁（Nikolai Lenin）有关。列宁家族的谱系可追溯到17世纪因征服西伯利亚有功并在勒拿河沿岸建立冬营而获赐贵族身份和“列宁”姓氏的哥萨克波斯尼克。这个家族中有不少人在军事和行政领域表现突出。其中一人尼古拉·叶戈罗维奇·列宁（Nikolai Yegorovich Lenin）于1871年在卢布林、拉多姆和凯尔采省担任酒类税务官，官至文官第九等“名誉顾问”，后又复出，并在1893年出任莫吉廖夫省的地方法官，官至第八等级“院务参议官”；1894年，他再次退休，移居至雅罗斯拉夫尔省；1902年，去世。他的子女支持俄国早期社会民主主义运动，并与乌里扬诺夫相熟。父亲去世后，他们将其护照交给乌里扬诺夫，尽管出生日期已被修改。也有说法称，列宁早在1900年春天（即尼古拉·叶戈罗维奇尚在人世时）便已取得其护照。当时乌里扬诺夫担心无法出国，其妻娜杰日达·克鲁普斯卡娅向她的同事奥莉加·列宁娜求助，后者的父亲正是尼古拉·叶戈罗维奇，哥哥谢尔盖·列宁担任农业部主管。他们便协助乌里扬诺夫获得相关证件。
根据乌里扬诺夫家族的说法，列宁这一化名确实来源于“勒拿河”。列宁的侄女、其弟德米特里·乌里扬诺夫之女奥莉加·德米特里耶芙娜·乌里扬诺娃在研究家庭历史时，引用其父之语以支持此说法：“关于‘列宁’这一笔名的由来，我有理由相信，——我父亲写道，——这个笔名来源于勒拿河，这条河被科罗连科描述得极为动人。弗拉基米尔·伊里奇没有使用‘伏尔金’这一笔名，是因为它已被过度使用，例如普列汉诺夫使用过，还有追求宗教的格林卡等其他作者。”
还有另一种家庭传说称，列宁的祖父尼古拉·瓦西里耶维奇最初并未固定使用“乌里扬诺夫”这一姓氏，有时被称为“乌里亚宁”（Ульянин）。据说，“列宁”这一笔名原本是家族中从这一讹变姓氏中衍生出的一个玩笑。
除众多化名外，列宁在布尔什维克党内还有一个党内代号，由同志及他本人使用：“老头儿”（Старик）。
以“Н. Ленин”（N.列宁）为署名的作品在苏联仍有出版，至少到1930年仍在使用此笔名。例如：《怎么办？》文末提到一些参考文献作者：“弗雷”、“V.弗雷”等。

## 列表
伊·恩·沃尔佩尔在其著作《列宁的化名》（1965年）中按字母顺序列出以下列宁的化名：
- Б.
- Б. Б.
- Б. 弗·库普里亚诺夫
- Б. Г.
- Б. Ж.
- Б. К.
- 布尔什维克
- В.
- В. И.
- В. И－ин
- В. 伊尔.
- В. 伊林
- Вл.
- Вл. 伊尔.
- Вл. 伊林
- Вл. 伊林（列宁）
- 弗拉季米尔·伊林
- В. 列宁
- Вл. 列宁
- В. Ф.
- В. 弗尔.
- В. 弗雷
- 威廉·弗雷
- Г. 普尔.
- Д.
- -е-
- И.
- И. В.
- 伊·彼得罗夫
- 伊万·伊林
- 伊里奇
- И-钦-里
- К. 伊万诺夫
- К－夫
- К－波夫
- 卡尔－奥夫
- 卡尔波夫
- К. 奥.
- К. 彼.
- К. С－伊
- К. Т.
- К. Т－恩
- К. Τ－因
- К. 图林
- К. Ф.
- 卡里奇
- Л.
- 列宁
- 列宁（В. 乌里扬诺夫）
- M.
- M. Б.
- M. M.
- M. H.
- M. П.
- M. Ш.
- 迈耶尔
- 平信徒
- H.
- H.…
- H. Б.
- H. K.
- H. К－夫
- H－科夫
- H. К－奥夫
- H·康斯坦丁诺夫
- H－克
- H－科夫
- H. Л.
- H. Л－恩
- H. Л－ъ
- H. 列宁
- （H. 列宁）
- H. 列宁ъ
- H. 列宁（В. 乌里扬诺夫）
- H. 列宁（В. И. 乌里扬诺夫）
- Н. 列宁（Вл. 乌里扬诺夫）
- Н. Н.
- 观察员
- 非代表
- 非自由主义怀疑论者
- П.
- П. 奥西波夫
- П. П.
- П. 皮柳切夫
- 彼得堡人
- 彼得罗夫
- 局外人
- 《真理报》的常读者
- 几乎是调和派
- 真理派
- Р. С.
- Р. 西林
- 俄国共产党人
- С.
- С…
- 《真理之路》撰稿人
- Ст.
- 老人
- 老人及公司
- 统计员
- Т.
- Т. П.
- Т. Х.
- Τ－因
- Ул.
- Ф.
- Φ. Л－科
- Φ. П.
- Ф. Ф.
- Φρ.
- 弗雷
- 读者
- 《真理报》和《光线》读者
- ъ.
- 雅各布·里希特，法学博士
- A. Linitsch，一名俄国共产党人
- I. Petroff
- Iljin
- Jacob Richter
- Jacob Richter. LLD.
- Lenin
- Lenin（W. Oulianoff）
- Lenin（Wl. Uljanow）
- Lénine
- N.
- N. L.
- NN
- N. Lénin
- N. Lénin（Vl. Oulianoff）
- N. Lenin（Wl. Ulianow）
- N. Lenins
- N. Linitsch. Petroff
- Russischer Kommunist
- V. L.
- V. I. Lénine
- W.
- W. I.
- W. L.
- W. Lénine
- Wl. U.

沃尔佩尔还补充一份未收录在化名字母索引中的化名、绰号与保密姓氏列表，其中包括：
- 巴齐尔
- В. И. 伊万诺夫斯基
- 约翰·弗雷
- 叔叔
- 伊万·伊万诺维奇
- 约尔丹·约尔达诺夫
- 康斯坦丁·彼得罗维奇
- 伊万诺夫
- 尼古拉·彼得罗维奇
- Н. 懒汉
- 德林-德林先生
- 佳普金-廖普金
- 费奥多尔·彼得罗维奇
- Φ. Ф. 伊万诺夫斯基
- 奇赫伊泽[4]